# Ludolf von Strantz

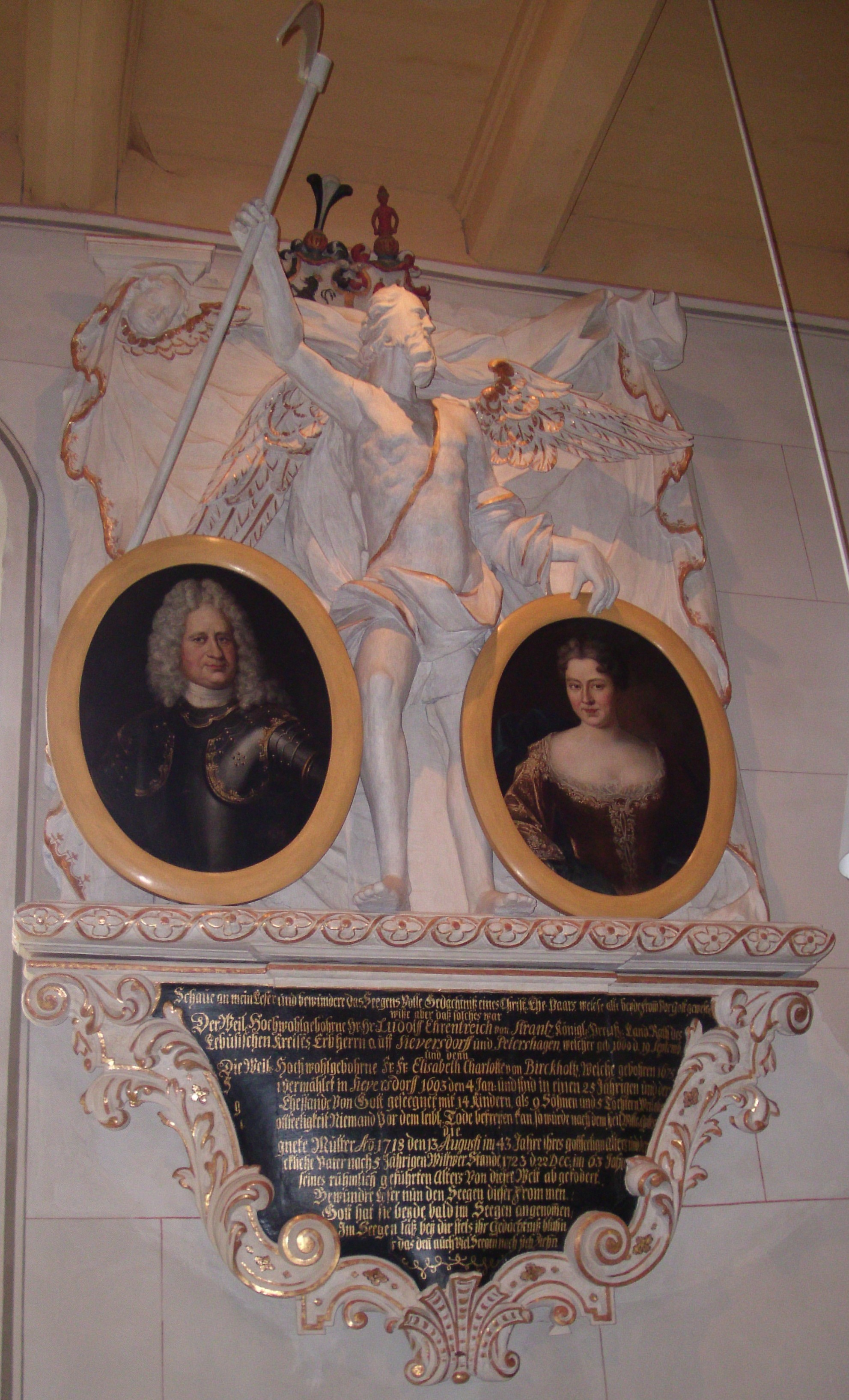
Gedächtnistafel des Ludolf Ehrenreich von Strantz und seiner Gattin Elisabeth Charlotte, geb. Birckholz, in der Pfarrkirche von Sieversdorf

Ludolf Ehrenreich von Strantz (* 19. September 1660 in Sieversdorf; † 22. Dezember 1723 ebenda) war ein brandenburgisch-preußischer Junker, königlich preußischer Landmarschall und Landrat aus dem uradeligen Adelsgeschlecht der Strantz.

## Leben
Ludolf Ehrenreich von Strantz stammte aus einem uradligen und ursprünglich aus Thüringen im 14. Jahrhundert in das Kurfürstentum Brandenburg eingewanderten Geschlecht, das sich zunächst im  Bistum Lebus niederließ.
Ludolf Ehrenreich diente zunächst in der brandenburgisch-preußischen Armee, in der bis zum Range eines Hauptmannes avancierte. Nach seiner Verabschiedung aus dem Militärdienst bewirtschaftete er seine ererbten Güter im Kreis Lebus, die seit Ende des 14. Jahrhunderts in Familienbesitz waren, nämlich Sievendorf, Petershagen und einem Anteil an Petersdorf. Nebenbei bekleidete er ein Hofamt, nämlich das des Kgl. preußischen Landmarschalls. Darüber hinaus berief ihn der preußische König in ein staatliches Verwaltungsamt und ernannte ihn zum Landrat des Kreises Lebus.
Ludolf Ehrenreich war seit dem 4. Januar 1693 mit Elisabeth Charlotte von Birkholz (1675–1718) verheiratet. Außer vier Söhnen und zwei Töchtern, die jung verstarben, hatte das Paar weitere fünf Söhne und zwei Töchter, die das Erwachsenenalter erreichten. Unter diesen waren zwei Söhne, die beide Offiziere wurden und die beide je eine bis heute blühende Linie begründeten: Carl Ernst von Strantz (1707–1790) stiftete die Linie Barkow und Albrecht Ehrenreich von Strantz (1711–1766) die Linie Petershagen. Die Tochter Johanna Dorothea von Strantz († 1749) war mit dem Landrat Christian Heinrich von Dewitz verheiratet.